# Indymedia

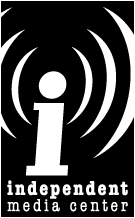
Logo Indymedia

Indymedia (Ośrodki Niezależnych Mediów, ang. Independent Media Center) – sieć grup medialnych i dziennikarzy. Indymedia zostały zainicjowane pod koniec 1999 roku, aby informować o protestach antyglobalistów przeciwko konferencji Światowej Organizacji Handlu w Seattle. Do 2002 roku powstało 89 lokalnych autonomicznych ośrodków w 31 krajach na 6 kontynentach.
Ośrodki Indymediów publikowały treści jako tekst, audio oraz video, używając otwartego publikowania (ang. open publishing) czyli jako strony internetowe, na których każdy mógł zamieścić informację. W latach 1999–2001 relacjonowały większość wydarzenia kryzysowych takich jak protesty przeciwko spotkaniom Banku Światowego czy ataki na World Trade Center 11 września 2001.

## Charakter Indymediów
Artykuły publikowane na łamach Indymediów miały wiele wspólnego z ideą open content – jednak na większości witryn nie mogły być już potem zmieniane, o ile autor wiadomości lub moderator na to nie pozwoli, zaś archiwum zmian i moderacji były publicznie dostępne. Każda wiadomość mogła być komentowana, przy czym komentarze uznawano za integralną część wiadomości.
Działalność Indymediów była wyraźnie zabarwiona politycznie, a prezentowane wiadomości i komentarze były pisane z określonego punktu widzenia. W treściach Indymediów przeważały tendencje anarchistyczne, antyglobalistyczne i kontrkulturowe oraz lewicowe.
Według zasad Indymediów lokalne zespoły były otwarte na inne lokalne organizacje pozarządowe walczące o wolność i inne fundamentalne prawa człowieka, tak aby nawet osoby pozbawione dostępu do Internetu mogły uczestniczyć w tworzeniu i odbiorze publikowanych treści.

## Struktura
Struktura Indymediów była niehierarchiczna, chociaż de facto istniały hierarchie wynikające z kontroli zasobów fizycznych (serwerów) czy finansowych. Wszyscy mogli publikować swoje informacje, każdy mógł także stać się uczestnikiem zespołów koordynujących lokalne IMC (zajmujących się np. usuwaniem spamu czy efektów internetowego wandalizmu) czy też podejmujących globalne decyzje o sieci IMC. W Indymedia nie mogły być zaangażowane partie polityczne czy inne grupy związane bezpośrednio z rządem lub korporacjami, chociaż ich członkowie mogli współtworzyć Indymedia.
W historii Indymediów zdarzyły się już na tym punkcie konflikty – m.in. kiedy Ludowy Front Wyzwolenia Palestyny zaangażował się w zespół redakcyjny IMC Palestyna, starając się go przekształcić w grupę autorytarną i żądając, aby wszyscy jego członkowie zgodzili się z linią marksistowską.
Żadna z grup Indymediów nie mogła prowadzić działalności przynoszącej zyski finansowe ani być finansowana przez fundacje związane z rządem lub korporacjami.

## Indymedia w Polsce
W roku 2003 zaczęły powstawać lokalne ośrodki sieci Indymedia w Polsce: w Toruniu, Gdańsku, Dolnym Śląsku i Warszawie. W kwietniu 2004 polski kolektyw Indymedia na bieżąco informował o przebiegu protestów alterglobalistycznych w Warszawie podczas Światowego Forum Ekonomicznego. 

## Przejęcie serwerów przez FBI
7 października 2004 roku z nieznanych przyczyn FBI przejęło dyski twarde komputerów firmy Rackspace, z siedzibą w Londynie, przez co przestało działać około dwudziestu witryn należących do IMC, a polska wersja Indymediów zaczęła wtedy korzystać z innego serwera.

## Zakończenie działalności IMC Polska
Ostatni artykuł redakcyjny został dodany na stronę internetową IMC Polska 11 czerwca 2013 roku, ostatnie teksty zostały opublikowane w sierpniu i wrześniu 2014 roku. Serwis został wkrótce zamknięty, a po kolejnych 2 latach strona internetowa polskiego ośrodka IMC została wyłączona. Pod koniec 2015 miała miejsce nieskuteczna próba reaktywacji IMC Polska.